# 袋中良定

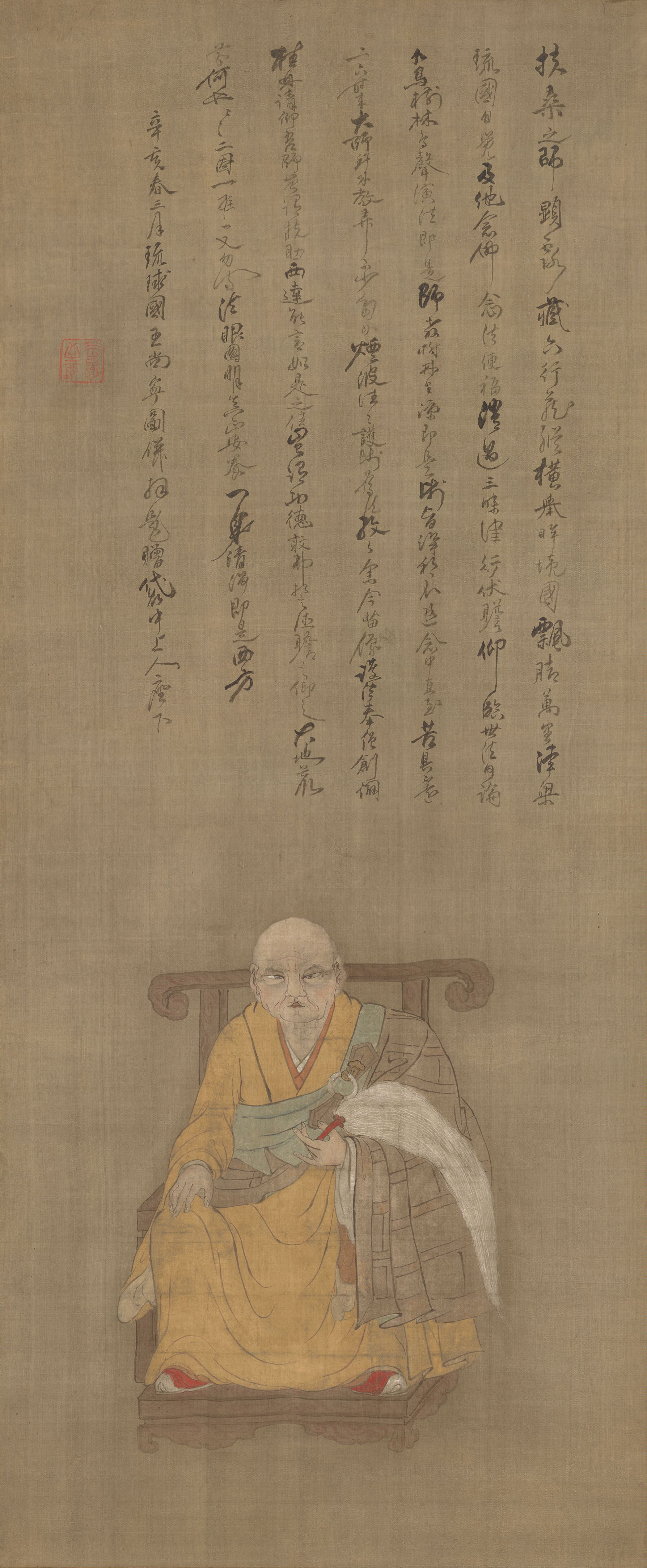
袋中良定畫像，尚寧王繪，京都檀王法林寺藏。

袋中良定（1552年2月23日—1639年2月23日）道號弁蓮社入觀，法號良定，是日本江戶時代初期的一位淨土宗僧侶。
出生在日本陸奧國磐城郡。自幼聰明好學，6歲就能背誦五經。1565年（永祿8年）剃髮出家，取名袋中良定。「袋中」一名來源於《史記·平原君列傳》中的一句話：「夫賢士之處世也，譬若錐之處囊中，其末立見。」
1602年（慶長七年），袋中決定渡海去明朝學習佛法。不過由於當時日本和明朝關係十分惡劣，便決定借道琉球前往明朝去。翌年他乘船來到琉球，等待前去明朝的機會。琉球的「國士」馬幸明頗為禮待這位日本高僧，在城外建立桂林寺，請他擔任住持。在琉球期間，他寫下《琉球神道記》五卷。又參照日本的《庭訓往來》，著《琉球往來》一卷。在《琉球往來》所引用的書簡文中，出現有勝連王子、四方田狹（よみたん）王子、皆川王子、大里御屋形等上流社會人物的署名，可見袋中在琉球高層貴族中的交際面甚廣。尚寧王聞其名，也皈依了他的門下。袋中致力於弘揚淨土宗之法。在他到來之前，琉球同時存在著臨濟宗和真言宗兩種宗派，但其教義古奧難解。淨土宗以其通俗易懂的教義在琉球百姓間廣為流傳。
1606年，渡明無望的袋中黯然離開琉球，回到日本。京都所司代板倉勝重頗為景仰他，1611年，建檀王法林寺，請他擔任住持。同年，日本薩摩藩侵略琉球，尚寧王被俘虜，與島津家久一起前往江戶謁見德川秀忠。途經京都的時候，尚寧王前去拜見了袋中，親筆為其作一肖像畫，附加題贊，贈給袋中。1639年圓寂。